# Richard Laxton
Richard Laxton (Londra, 5 luglio 1967) è un regista britannico.

## Filmografia

### Cinema
- Poldark (1996)
- Life and Lyrics (2006)
- Grow Your Own (2007)
- Hancock e Joan (2008)
- An Englishman in New York (2009)
- The night watch (2011)
- Burton & Taylor (2013)
- Effie Gray - Storia di uno scandalo (Effie Gray, 2014)